# Hof van Eden

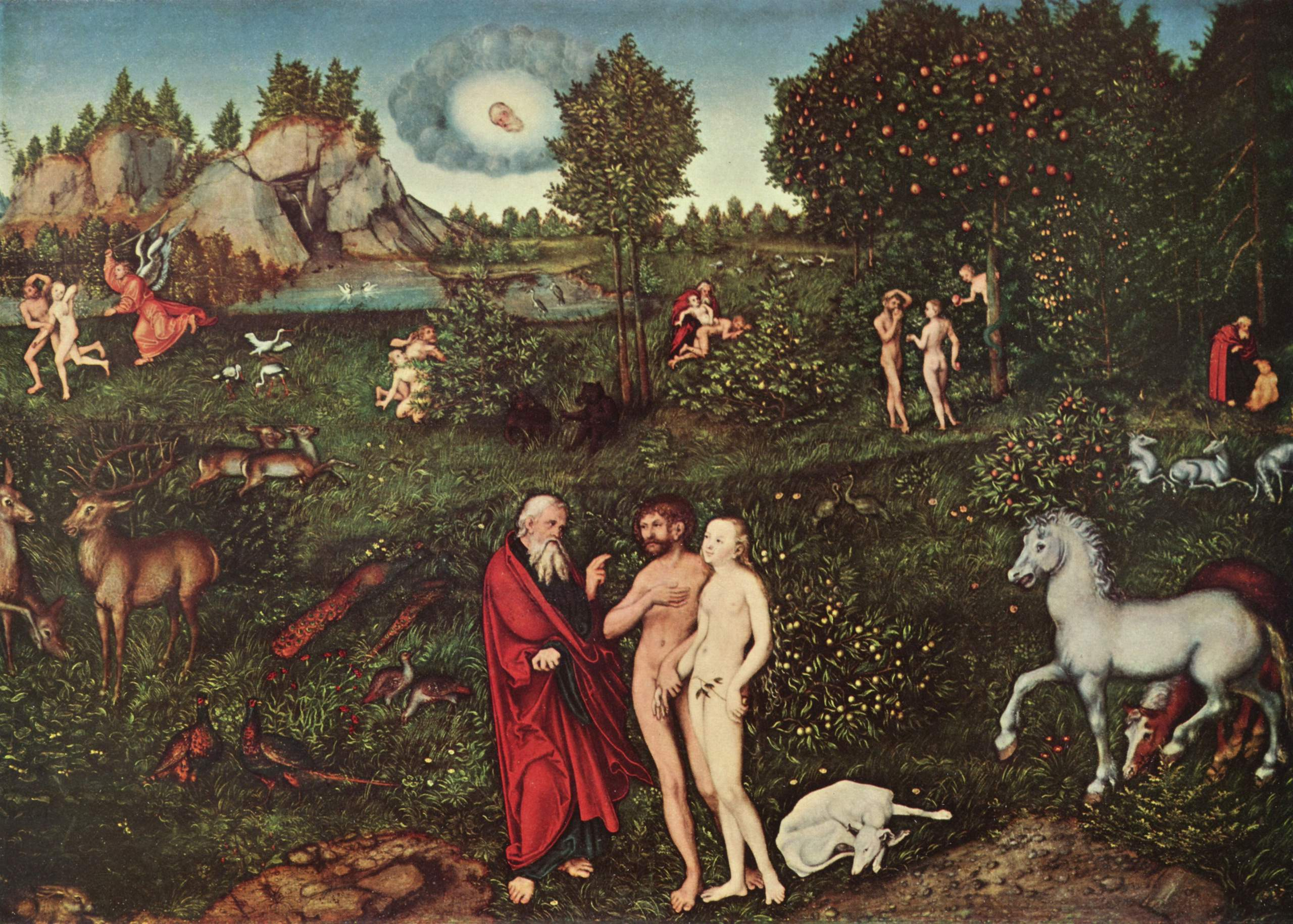
Adam en Eva in de Hof van Eden

De Hof van Eden of Tuin van Eden (Hebreeuws: גַּן עֵדֶן gan ‛edæn) was volgens de Hebreeuwse Bijbel een tuin in of gelijk aan het perfecte en prachtige paradijs waar Adam en Eva leefden.

## Etymologie en betekenis
Eden is afgeleid van de wortel עדן ‛dn die in verband wordt gebracht met weelderigheid en een luxueus leven. De naam עֵדֶן ‛edæn duidt in de Hebreeuwse Bijbel een plek van gelukzaligheid aan. Oorspronkelijk kan het een eigennaam zijn geweest van een specifieke streek of plaats ("Geluksland"), waarin een 'door God zelf aangelegde' tuin lag (Genesis 2:8; 4:16).
In de Septuagint wordt גַּן עֵדֶן in Genesis 2:15 vertaald met παράδεισος plus lidwoord ("het paradijs"), in Genesis 3:23, 24 en Joël 2:3 met παράδεισος (τῆς) τρυφῆς ("paradijs van weelderigheid") en in Ezechiël 36:35 met κῆπος τρυφῆς ("tuin van weelderigheid").

## Gebruik in de Hebreeuwse Bijbel
De paradijsvertelling in Genesis 2 en verder gebruikt de aanduiding "Eden" op verschillende manieren. Volgens Genesis 2:8 plantte God een tuin in Eden. Eden duidt hier dus een plaats aan die moet worden onderscheiden van de tuin zelf. Genesis 2:15,23,24 daarentegen spreken – net als Ezechiël 36:35 en Joël 2:3 – van de "tuin van Eden", waarbij Eden vermoedelijk als naam van de tuin moet worden gelezen (vergelijk Ezechiël 28:13; 31:9,16,18; Jesaja 51:3). Volgens Genesis 2:10 ontsprong in Eden een rivier die de tuin bevloeide. Deze verschillen kunnen vanuit de ontstaansgeschiedenis van de delen van de vertelling worden verklaard. De oudere variant in Genesis 2:8 en verder maakt nog onderscheid tussen de plaats (landstreek) Eden en de tuin. In de jongere verhalen (of delen van Genesis 2) wordt de naam van de plaats toegepast op de tuin zelf. De verwijzing in Genesis 2:10 is onderdeel van een latere bewerking van de vertelling, die in het licht van de duidelijk aanwezige tegenstrijdigheden het verschil tussen het uitgestrekte Eden en de tuin bewust in het midden laat. De aanduiding "ten oosten van Eden" in Genesis 4:16 gaat direct terug op Genesis 2:8. Maar de toevoeging "ten oosten van de tuin van Eden" in Genesis 3:24 gaat op zijn beurt weer terug op Genesis 4:16.
Alle verdere vermeldingen verbinden Eden in elk geval met de voorstelling van een mythische tuin. In Jesaja 51:3 wordt "Eden" de "tuin van JHWH" genoemd, in Ezechiël 28:13 "de tuin van God". Ezechiël 31:9,16,18 noemt "bomen van Eden" in de "tuin van God".

## Ligging van Eden
De eigenschappen van een Godstuin pleiten voor een duiding van Eden als een mythische grootheid (vergelijk Genesis 2:8-9; 3:8; Jesaja 51:3; Ezechiël 28:13; 31:9). Ezechiël 28:16 brengt Eden in verband met de mythische Godsberg. De vraag of Eden los hiervan een werkelijke, topografische plaats is geweest, wordt verschillend beantwoord. De etymologie wijst niet op een bepaalde streek of plaats. Dan kan worden gekeken of de paradijsgeografie in Genesis 2:10-14 bruikbare aanwijzingen geeft. In elk geval is deze episode te rijmen met wat bekend is uit de antieke topografie uit het Nabije en Midden-Oosten. De beschrijving maakt onderdeel uit van een bewerking die achteraf is geherinterpreteerd, zodat hier nauwelijks uitsluitsel over de "werkelijke" ligging van Eden mag verwachten. Bekend is het veronderstelde verband met het buitenbijbelse Bit-Adini (vergelijk 2 Koningen 19:21 met Jesaja 37:12; Ezechiël 27:23; Amos 1:5). Maar ook een eventuele relatie hiermee blijft onduidelijk.
Op basis van Ezechiël 31:16 suggereerde Rüterswörden dat Eden in een Syrisch-Libanees gebied zou hebben kunnen liggen. De "bomen van Eden" worden hier als "de mooiste van de Libanon" beschreven. Omdat de (Gods)bomen van de Libanon voortdurend met van Eden onafhankelijke voorstellingen worden verbonden (2 Koningen 19:23; Jesaja 2:12; 14:8; Psalm 80:11; 104:16), die bovendien ook kunnen worden gevonden in overige antieke literatuur uit het Nabije Oosten, kan eerder worden vermoed dat in Ezechiël 31:16 tradities van verschillende oorsprong met elkaar zijn verbonden. Een van deze tradities heeft het over de vallei van de rivier Araxes als plaats van Eden.
Ook de verwijzing naar het oosten in Genesis 2:8, 3:24 en 4:16 geeft geen bruikbare aanwijzingen voor een geografische ligging van Eden. De aanduiding miqqædæm ("in het oosten") in Genesis 2:8 mist een noodzakelijk correlaat. Het moet allereerst als aanduiding van het mythische verre oosten of temporeel ("vanaf de oertijd") opgevat worden. De toevoeging in Genesis 3:24 kan de naar het oosten geopende heilige ruimte betreffen (1 Koningen 7:39, Ezechiël 47:1). Het volgens Genesis 4:16 "ten oosten van Eden" gelegen land "Nod" ("land van verbanning") onttrekt zich ook aan concrete geografische identificatie. Alle moeilijkheden samen die ontstaan bij het proberen om Eden geografisch te duiden, pleiten ervoor Eden als een mythische plaats te beschouwen, zoals ook in de Gilgamesj-epos een wonderbaarlijke tuin voorkomt, die in de toenmalige, inmiddels aan de mensen onttrokken wereld lag.

## Beschrijving van de tuin
Over de inrichting van de tuin in Eden schijnen vaste voorstellingen te zijn geweest. Het gold als een oord van uitgelezen schoonheid en levenskracht (Genesis 2:9; 3:6; Jesaja 51:3; Ezechiël 36:35; Joël 2:3). De oudste vorm van de paradijsoverlevering in Genesis 2:7 en verder kende in tegenstelling tot het voorliggende verhaal slechts één boom, die "in het midden van de tuin" stond (Genesis 3:3, vergelijk 2:9b). Deze werd vermoedelijk als wereldboom voorgesteld. Deze aanname wordt ondersteund door de wijze waarop in Ezechiël 31:1-18 de wereldbomen tot de "bomen van Eden" wordt gerekend, de wereldboom centraal staat in Daniël 4:7 en de wereldboom in verschillende oude verhalen uit het Nabije Oosten net als in de beschrijving van Eden in Ezechiël 28:11-19 als boom van edelstenen wordt beschreven.
In latere versies is er sprake van twee bomen: de levensboom en de boom van de kennis van goed en kwaad. Het was de mens verboden van die laatste boom te eten, maar Eva verleidde Adam hiertoe. Volgens het christendom leidde overtreding van dit verbod tot de zondeval en daarmee de erfzonde.
Een ander belangrijk kenmerk van de tuin was de in Genesis 2:6 genoemde bron, ook al zegt de tekst niet uitdrukkelijk dat deze in de tuin zelf lag. Het water was nodig om de mens uit aarde te vormen in vers 7 en daarom voor de plaatsing in de tuin in vers 8 al genoemd.

### Paradijsrivieren
In Eden ontsprong een rivier die zich in vieren vertakte: in de Pison, de Gichon, de Hiddeqel en de Frat. De laatste twee rivieren zijn bekend, het zijn de Tigris en de Eufraat. De Pison stroomde om het land Chawila heen ("daar waar het goud is") de Gichon stroomde om Koesj (Nubië). Omdat Koesj in de latere oudheid Ethiopië aanduidde, werd de Gichon geïnterpreteerd als de Nijl. Van de Pison werd gedacht dat ze de Ganges aanduidde.